# Wallflowers (альбом)
Wallflowers — пятый студийный альбом украинской метал-группы Jinjer, выпущенный 27 августа 2021 года на лейбле Napalm Records.

## Об альбоме
Весной 2020 года из-за пандемии COVID-19 Jinjer пришлось досрочно завершить тур в поддержку своего четвёртого альбома Macro. Перерыв в концертной деятельности группа использовала для написания следующего альбома. В сентябре того же года группа отправилась в мини-тур по Германии и Швейцарии, после чего возобновила работу над Wallflowers, которая продлилась до мая 2021 года.
Первоначально альбом планировали назвать «As I Boil Ice», в честь одной из песен альбома, но это название не подходило к уже выбранной тематики обложки и оформления буклета альбома. Песня «Wallflowers» изначально называлась «Introvert», что не нравилось вокалистке Татьяне Шмайлюк из-за его простоты и прямолинейности. В последний момент было предложено название «Wallflowers», обозначающее застенчивых людей, и оно идеально подходило к обложке.

## Отзывы критиков
Альбом получил положительные отзывы от музыкальных критиков. Рецензент британского Metal Hammer Эллиот Ливер назвал Wallflowers «самым злым альбомом 2021 года», признав, что это лучшая запись группы, которая обязательна к прослушиванию для каждого металлиста. Сэм Лоу из журнала Kerrang! в своей рецензии назвал альбом одним из лучших и важнейших метал-релизов года.
По итогу года Wallflowers был неоднократно включён в списки лучших альбомов 2021 года.

## Список композиций
Слова и музыка всех песен — Jinjer.
| №                   | Название                  | Длительность |
| ------------------- | ------------------------- | ------------ |
| 1.                  | «Call Me A Symbol»        | 4:21         |
| 2.                  | «Colossus»                | 3:37         |
| 3.                  | «Vortex»                  | 4:02         |
| 4.                  | «Disclosure!»             | 3:47         |
| 5.                  | «Copycat»                 | 4:23         |
| 6.                  | «Pearls And Swine»        | 5:20         |
| 7.                  | «Sleep Of The Righteous»  | 4:32         |
| 8.                  | «Wallflower»              | 4:18         |
| 9.                  | «Dead Hands Feel No Pain» | 4:09         |
| 10.                 | «As I Boil Ice»           | 4:22         |
| 11.                 | «Mediator»                | 4:30         |
| Общая длительность: | Общая длительность:       | 47:22        |

## Участники записи
- Татьяна Шмайлюк — вокал
- Роман Ибрамхалилов — гитара
- Евгений Абдюханов — бас-гитара
- Владислав Уласевич — ударные

Производственный персонал
- Макс Мортон — продюсирование, запись, сведение, мастеринг
- Филип Шустер — художественное оформление
- Дмитрий Ким — ассистент звукоинженера